# Магічна змія
«Магічна змія» (яп. Kairyu daikessen) — постапокаліптичний японський фільм режисера Тетсуя Ямаучі. Прем'єра фільму 5 лютого 1966 року (Японія). У фільму є однойменний фільм, відзнятий у Японії раніше «Fei yan zou bi» (1982), а також фільми «Ninja Apocalypse!» (2007) і «Ніндзя апокаліпсісу» (2014).

## Сюжет
У стародавній Японії, хороший пан убитий, і престол його займають Юкі Дайджо і його майстри другу ороки-мару. Молодий принц Іказукі-мару врятований з пащі смерті чарівного птаха, відправленого майстром. Десять років по тому, Іказукі-мару пускається в пригоди, щоб помститися за своїх батьків і смерть чарівника, з його магічною, яку силою він дізнався від майстра. Він вбиває Юкі Дайджо але тоді повинен боротися з Ороки-мару в битві на смерть.

## Актори
- Хірокі Мацукава — Іказукі-Мару/Джірайя,
- Томоко Огава — Сунате,
- Рютаро Отомо — Орочі-Мару,
- Бен Аматсу — Дайджо Юкі,
- Нобуо Канеко — Доджі Хікі,
- Сен Хара — Жінка-павук,
- Кенсаку Хара — Зенбеі,
- Масатака Івао — Кідо,
- Сейзо Фукумото — Ніндзя.